# Opistodom

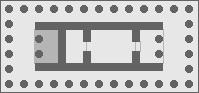
Plan över grekiskt tempel med opistodom markerat, här använt om det bakersta rummet.

Opistodom (grekiska Opisthodomos) var ett i grekiska tempel förekommande rum, beläget bakom cellan, vanligen på västra smalsidan.
Till cellan leder från opistodom en öppning. Templets kolonnomgång fortsattes bakom opistodom. Opistodom syns ha varit använt till förvaringsrum. I Parthenon tjänstgjorde opistodom som stadens skattkammare.